# Johann Gottfried Eckard
Johann Gottfried Eckard (Augsburg (Baviera), 21 de gener, 1735 - París (França), 24 de juliol, 1809), va ser un pianista i compositor alemany.

## Vida i treball
La professió original de Johann Gottfried Eckard era un gravador. Va aprendre música en el seu temps lliure principalment a través de l'"Experiment on the true way of playing the piano" de Carl Philipp Emanuel Bach i les seves sis "sonates d'assaig".
Johann Gottfried Eckard va anar a París el 1758, iniciat pel fabricant de pianos d'Augsburg Johann Andreas Stein, i s'hi va quedar. Inicialment es va guanyar la vida pintant miniatures, un ofici en el qual clarament tenia una habilitat considerable. Va adquirir una gran competència com a pianista i va donar concerts amb èxit a París.
Juntament amb Johann Schobert, es va convertir en el pianista i compositor de piano més respectat de la ciutat. Segons declaracions contemporànies, el seu estil d'actuació era més auster i semblant a un orgue que el de Johann Schobert.
Només van aparèixer sis sonates per a piano op.1 (1763), dues sonates per a piano op.2 (1764) i un Minuet d'Exaudet amb variacions pour le clavecin (1764). Una edició completa de les obres per a piano d'Eckard amb comentaris de J. Ligtelijn va ser publicada per Eduard Reeser (Amsterdam 1956).